# Myrianthus scandens
Myrianthus scandens är en nässelväxtart som beskrevs av Jean Laurent Prosper Louis och Lucien Leon Hauman. Myrianthus scandens ingår i släktet Myrianthus och familjen nässelväxter. Inga underarter finns listade i Catalogue of Life.